# Damaris (Sängerin)

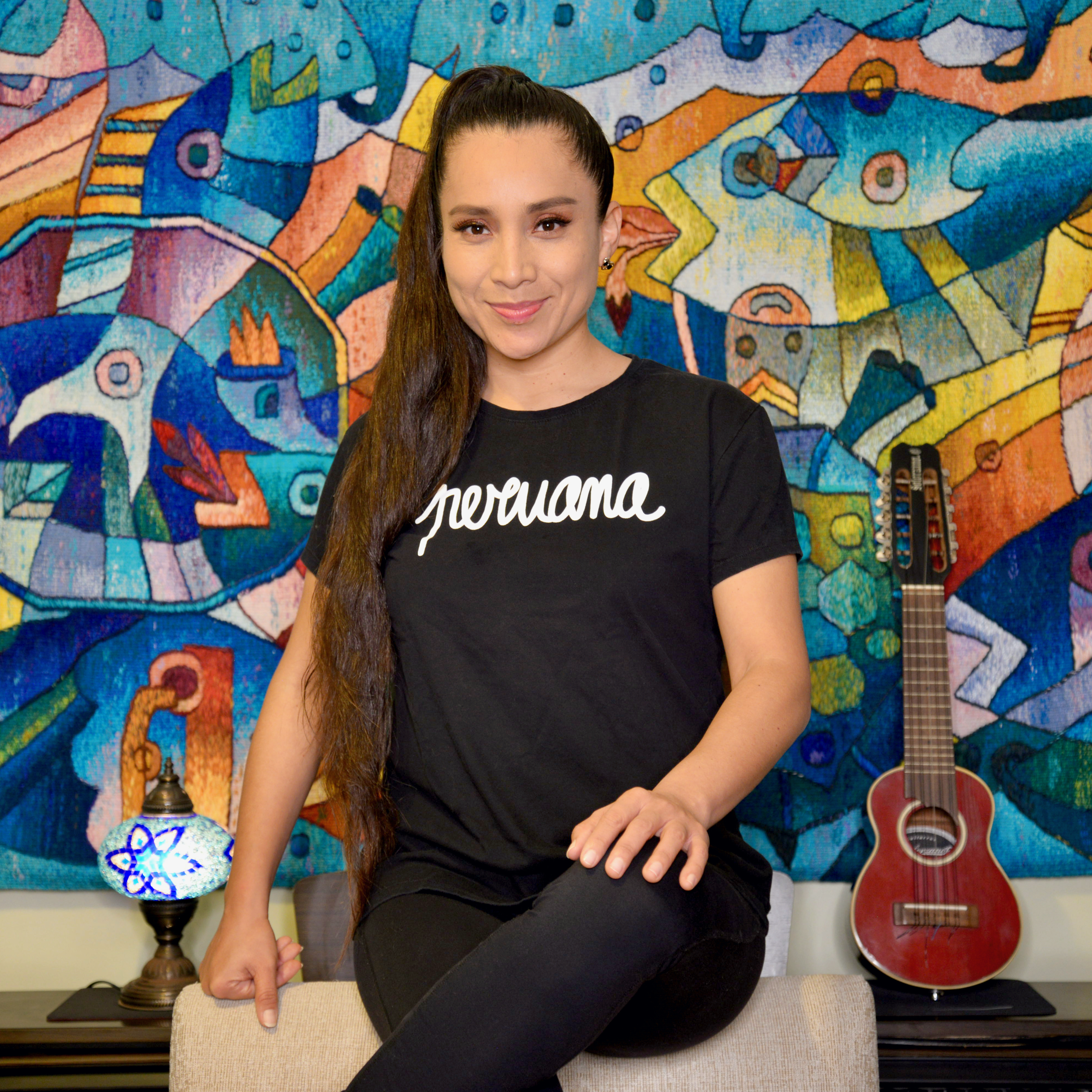
Damaris, 2020

Damaris Mallma Porras  (* 26. Januar 1986 in Huancayo) ist eine peruanische Popsängerin. Sie ist eine Vertreterin der zeitgenössischen Andinen Musik und singt in der traditionellen indigenen Sprache Quechua.

## Biografie
Damaris ist die Tochter der als Saywa bekannten Folksängerin Victoria de Ayacucho, mit der sie auch gemeinsam auftritt. Sie startete ihre Musikkarriere im Jahr 1993 im Alter von sieben Jahren im Musik-Workshop „Yawar“ und studierte danach Gesang, Musik, Theater und Tanz in Peru. Ihr Debüt als Sängerin hatte sie im Jahr 1994 an verschiedenen Institutionen, wie dem Teatro Segura in Lima, dem Miraflores Amphitheater und der Universidad Mayor de San Marcos. Damaris beteiligte sich zudem an peruanischen Gruppen, wie Yawar, Saywa, Tupay und dem Anden-Jugend Chor mit 20 Musikern aus fünf verschiedenen Andenstaaten.
Im Jahr 2008 gewann sie die Folkkategorie beim Internationalen Songfestival von Viña del Mar. Bei den Latin Grammy Awards 2008 wurde sie für ihr Album Mil Caminos in der Kategorie „Best Folk Album“ nominiert.

## Diskografie
| Dame una señal (2003) - Déjame amarte - Dame una señal - Dulce ironía - Casualidad - Triste y sola - Imillitay - Primer amor - Jugaste con mi amor - Pukllay - Porqué no estás aquí | Mil Caminos (2007) - Tusuykusun - Vida - Ya basta - Mil Caminos - Palomitay - Poco a poco - En mi soledad - Acéptalo - Tu silencio - Nace el día - Desnuda - Toronja | Pasión en los Andes (2011) - Palabras a Micaela - La Marinera |